# 谷端長
谷端 長（たにはた ひさし、1919年8月31日 - 2001年1月21日 ）は、日本の会計学者。神戸大学名誉教授。経営学博士。

## 来歴・業績
和歌山県古座町出身。1941年彦根高等商業学校（現滋賀大学経済学部）卒業。彦根高商時代は文芸部に所属し、経済哲学に関心を持つ。1943年東京商科大学（現一橋大学）卒業。松下電器産業、徴兵、古座造船所等を経て、1951年に神戸大学経営学部助手となる。1959年、著書『動的会計論の構造』（森山書店）にて日本会計研究学会賞・太田賞を受賞。1964年神戸大学経営学部教授。翌1965年、『動的会計論』（森山書店）を出版。この年より甲南大学や香川大学でも教鞭を執る。1984年に神戸大学停年退職、同大学名誉教授、大阪商業大学教授に着任。2001年1月21日没。
ゼミの指導学生に東誠一郎元有限責任監査法人トーマツ経営会議議長など。

## 年譜
- 1919年 - 和歌山県古座町にて出生[1]
- 1938年 - 和歌山県立串本商業学校卒業[1]
- 1941年 - 彦根高等商業学校卒業[1]
- 1943年 - 東京商科大学卒業[1]、松下電器産業入社[1]
- 1944年 - 臨時召集により応召[1]
- 1947年 - 古座造船所入社[1]
- 1951年 - 神戸大学経営学部助手[1]
- 1953年 - 神戸大学経営学部講師[1]
- 1955年 - 神戸大学経営学部助教授[1]
- 1959年 - 日本会計研究学会賞・太田賞受賞[1]
- 1964年 - 神戸大学経営学部教授[1]
- 1968年 - 学術審議会専門委員[1]
- 1976年 - 日本会計研究学会理事[1]
- 1984年 - 神戸大学名誉教授[1]